# José Elo
José Elo Ayeto (ur. 21 października 2000 w Alcorcón) – piłkarz z Gwinei Równikowej grający na pozycji środkowego obrońcy. Od 2025 jest zawodnikiem klubu FK Banga.

## Kariera klubowa
Swoją karierę piłkarską Elo rozpoczynał w juniorach takich klubów jak: CF Rayo Majadahonda (do 2017), Las Rozas CF (2017-2018) i Aravaca CF (2018-2019). Pierwszym jego seniorskim klubem w karierze był Villanueva CF, w którym grał w sezonie 2020/2021. W trakcie sezonu był z niego wypożyczony do ED Moratalaz. W sezonie 2021/2022 występował w CF Fuenlabrada, w sezonie 2022/2023 w CDA Navalcarnero, a w sezonie 2023/2024 w Mérida AD.
Na początku 2024 Elo został piłkarzem AC Oulu. Zadebiutował w nim 6 kwietnia 2024 w przegranym 1:2 wyjazdowym meczu z SJK.

## Kariera reprezentacyjna
W reprezentacji Gwinei Równikowej Elo zadebiutował 27 września 2022 roku w zremisowanym 2:2 towarzyskim meczu z Togo, rozegranym w Casablance. W 2024 roku został powołany do kadry na Puchar Narodów Afryki 2023. W tym turnieju nie zagrał w żadnym spotkaniu.